# Адалберт I
Вижте пояснителната страница за други личности с името Адалберт.
Адалберт I (на италиански: Adalberto I di Milano; * пр. или ок. 925; † пр. 13 март 1002, Континяко) е италиански аристократ от лангобардски произход, пфалцграф и маркграф на Милано, родоначалник на Адалбертиновия клон на Отбертините. Наследява от баща си Маркграфство Източна Лигурия, където управлява с брат си Оберто.

## Произход
Той е най-големият син на Оберто I (* X век; † 975), пфалцграф на Италия (953 – 960 и 962 – 975) и маркграф на Източна Лигурия, маркграф на Милано и Луни, граф на Луни, Генуа, Тортона и Милано, и на Джулия, дъщеря на маркиза на Сполето Бонифаций I. Има пет братя и една сестра:
- Оберто II († сл. 1014/1021), пфалцграф на Италия, маркграф на Милано, Тортона и Генуа; съпруг на Райленда, дъщеря на граф Рипранд и вдовица на Зигфрид, граф на Сеприо; дъщеря му Берта става кралица на Италия като съпруга на Ардуин от Ивреа;
- Адалберт или Алберт († ок. 1024), граф;
- Анселм;
- Вилхелм, маркграф на Кортона;
- Берта, съпруга на Оберто Пармски;
- Оберто Обицо († 972)

## Биография
Той поставя началото на кадетския клон Адалбертини на сем. Отбертини – важни феодали, маркграфове на Източна Лигурия с графствата Луни, Генуа, Тортона, Павия и Милано върху непрекъсната територия с първоначална стара столица Генуа и след това Милано (седалища на двете маркграфства), което става естествено седалище на рода с номинирането на потомците за пфалцграфове.
Собственик е на огромни участъци от наследството на баща си в Ломбардия и Емилия и на огромната „земя на Отбертините“ в Пиза, Лука и Арецо, както в Горна Италия, така и в Тоскана и на Тиренските острови.
Два от четирите големи клона на рода Отбертини започват от него и неговите преки наследници, произлизащи от патримониалното разделение на Ломбардия и Генуа, настъпило към началото на XI век: домът на маркизите Палавичино, установен на териториите на Пиаченца, Парма и Кремона, и домът на маркизите на Гави, които са разделени на маркизите на Маса-Пароди, Маса-Корсика, Маса-Каляри, Ливорно, Пиомбино и др., и имат наследствени кралски титли с владенията на Корсика и Сардиния.
Негов брат е Оберто II, чийто клон е родоначалник на двете големи семейства Есте и Маласпина, и от Маласпина на сем. Брауншвайг-Хановер.
През 975 г., след смъртта на баща си наследява заедно с брат си Оберто II титлите на маркграф на Отбертиновата марка (Маркграфство Източна Лигурия). След това идва в Пиза и се установява в замъка на Маса, поемайки владението на семейните наследствени земи, и е губернатор на Тосканската марка от 975 до 996 г. През 996 г. получава титлата на маркиз от император Ото III и прехвърля резиденцията си във феода Сораня, което притежава заедно с брат си Оберто II. През 998 г. основава и укрепява град Континяко (днес подселище на Салсомаджоре Терме).
След смъртта на Ото III през 1002 г. Адалберт застава срещу избирането на Ардуин от Ивреа за крал на Италия през 1002 г., подкрепян от голяма група васали, враждебно настроени към императорската власт. Но през 1014 г. властта преминава към Хайнрих II.

## Потомство
Има двама сина и две дъщери:
- Адалберт, през 1000 г. дарява няколко имота на манастири в Луниджана;
- Оберто III († 996), баща на Адалберт II, от когото произлиза семействата Палавичини и Кавалкабо;
- Берта, ∞ за Ланфранко I, граф на Пиаченца;
- Гисла, ∞ за Анселм I от Савона и Монферат.